# SASP
Le SASP (small acid-soluble proteins) sono proteine presenti nel core delle endospore prodotte dai batteri; vengono prodotte durante la sporulazione e svolgono due funzioni:
- conferiscono resistenza dai potenziali danni causati dalle radiazioni ultraviolette (UV) legandosi al DNA nel core, tale resistenza è conferita dalla modificazione del DNA da parte delle SASP
- sono fonti di carbonio e di energia e permettono quindi lo sviluppo della nuova cellula vegetativa a partire dall'endospora.[1]